# Urali centrali
Gli Urali centrali o Urali medi (in lingua russa: Средний Урал, Srednij Ural), rappresentano la porzione mediana della grande catena montuosa degli Urali, in Russia, dove segna ufficialmente il confine geografico tra Europa e Asia. Sono compresi tra le latitudini 56° N e 59° N.
Si estendono su una superficie di 230.532 km2 e dal punto di vista amministrativo sono ripartiti tra il Territorio di Perm' (17 %), la repubblica di Baschiria (12 %), l’oblast' di Čeljabinsk (8 %), l’oblast' di Sverdlovsk (40 %), l’oblast' di Kurgan (19 %) e l’oblast' di Tjumen' (4 %).

## Aspetti geografici
Insieme agli Urali meridionali, gli Urali medi formano un arco gigantesco, con il lato convesso rivolto a est, l'arco gira intorno all'altopiano della Ufa (cratone dell'Europa Orientale). L'assenza di rilievi importanti ha permesso sin dai tempi antichi il passaggio delle principali vie di comunicazione tra l'est e l'ovest dell'immenso territorio russo. Di qui, oltre alle strade, passa anche l'importante Ferrovia Transiberiana che attraversa da est a ovest l'intero territorio russo.
La vegetazione sui pendii degli Urali centrali è costituita prevalentemente da foreste di conifere (abeti bianchi, abeti rossi e larici). I suoli sono generalmente piuttosto ricchi.

## Aspetti geologici e minerari
Gli Urali centrali sono costituiti sostanzialmente da un altopiano di altezza moderata, ricco di materie prime tra cui petrolio, ferro, bauxite, rame, amianto, cromo, platino e oro; questo lo rende una regione industrialmente importante sin dal XVIII secolo. In quest'area viene tuttora prodotto circa un terzo dell'acciaio russo.

## Catene montuose degli Urali centrali
Negli Urali centrali sono presenti le seguenti catene montuose:
- Bardym
- Basegi
- Kirgishansky
- Konovalovsky
- Ufaleysky
- Shaytansky